# Змиёвка
Змиёвка — посёлок городского типа в Орловской области России, административный центр Свердловского района. Образует одноимённое муниципальное образование городское поселение Змиёвка как единственный населённый пункт в его составе. Населённый пункт воинской доблести (28.07.2022).
Население — 4919 чел. (2023).

## Физико-географическая характеристика

### Время
Змиёвка, как и вся Орловская область, находится в часовой зоне МСК (московское время). Смещение применяемого времени относительно UTC составляет +3:00.

### Климат
Змиёвка, ввиду удалённости от моря, отличается умеренно—континентальным климатом (в классификации Кёппена — Dfb), который зависит от северо-западных океанических и восточных континентальных масс воздуха, взаимодействующих между собой и определяющих изменения погоды. Зима умеренно прохладная. Периодически похолодания меняются оттепелями. Лето неустойчивое, со сменяющимися периодами сильной жары и более прохладной погоды.
| Показатель                    | Янв. | Фев. | Март | Апр. | Май  | Июнь | Июль | Авг. | Сен. | Окт. | Нояб. | Дек. | Год |
| ----------------------------- | ---- | ---- | ---- | ---- | ---- | ---- | ---- | ---- | ---- | ---- | ----- | ---- | --- |
| Средний суточный максимум, °C | −4,8 | −4   | 1,6  | 12   | 18,6 | 21,8 | 24,5 | 23,6 | 17,2 | 9,7  | 2,6   | −1,8 | 10  |
| Средняя температура, °C       | −6,8 | −6,4 | −1,7 | 7,4  | 14,1 | 17,7 | 20,3 | 19,2 | 13,3 | 6,7  | 0,5   | −3,6 | 6,7 |
| Средний суточный минимум, °C  | −9,3 | −9,4 | −5,4 | 2    | 8,6  | 12,5 | 15,4 | 14,3 | 9,3  | 3,6  | −1,6  | −5,8 | 2,8 |
| Норма осадков, мм             | 53   | 46   | 45   | 51   | 61   | 70   | 85   | 64   | 64   | 63   | 50    | 52   | 704 |
| Источник: Climate-data.org    |      |      |      |      |      |      |      |      |      |      |       |      |     |

## История
Населённый пункт впервые упоминается в 1868 году. Название посёлка происходит от названия железнодорожной станции. Станция была построена во времена строительства Московской железной дороги в 1860-х годах. Магистраль прокладывали по землям помещика Змиёва (в 20 км от Змиёвки есть село Змиёво — тогдашняя усадьба помещика), от чьего имени и получила название станция.
До революции 1917 года посёлок активно развивался, постепенно становясь торговым и деловым центром для местного населения. Советская власть в Змиёвке была установлена сравнительно мирно. Однако во время гражданской войны по территории посёлка проходила линия соприкосновения белогвардейцев и Красной Армии.
В 1920 году центр Богодуховской волости Орловского уезда Орловской губернии перенесён на станцию Змиёвка, а волость переименована в Свердловскую. 30 июля 1928 года посёлок Змиёвка становится центром Свердловского района в составе Орловского округа Центрально-Чернозёмной области (с 1937 года — Орловской области).
В 1928 году на базе бывшей усадьбы купца Полунина была создана первая в России и 7-я в СССР машинно-тракторная станция (МТС) для обслуживания техники действующих в районе колхозов.
В конце августа 1941 года Змиёвка подверглась первой бомбардировке фашистских самолетов. Второй раз Змиёвку бомбили в конце октября. 4 ноября 1941 года фашисты ворвались в посёлок. Поселок был освобожден 24 июля 1943 года. В годы Великой Отечественной войны в боях за Змиёвку и Свердловский район погибло около 5 тысяч советских солдат и офицеров.
5 мая 1959 года Змиёвка отнесена к категории рабочих посёлков.
С 1 января 2006 года Змиёвка образует городское поселение Змиёвка.

## Население
| 1939  | 1959  | 1970  | 1979  | 1989  | 2002  | 2009  | 2010  | 2012  |
| ----- | ----- | ----- | ----- | ----- | ----- | ----- | ----- | ----- |
| 2152  | ↗3139 | ↗4996 | ↗5630 | ↗6295 | ↗6373 | ↘5853 | ↗5976 | ↘5906 |
| 2013  | 2014  | 2015  | 2016  | 2017  | 2018  | 2019  | 2020  | 2021  |
| ↗6146 | ↘6079 | ↘5970 | ↘5898 | ↘5850 | ↘5794 | ↘5752 | ↘5668 | ↘5026 |
| 2023  |       |       |       |       |       |       |       |       |
| ↘4919 |       |       |       |       |       |       |       |       |

Национальный состав
По итогам переписи населения 2020 года проживали следующие национальности (национальности менее 0,1 % и другое, см. в сноске к строке «Другие»):
| Национальность | Численность, чел. | Доля     |
| -------------- | ----------------- | -------- |
| Русские        | 4684              | 93,20 %  |
| Украинцы       | 12                | 0,24 %   |
| Армяне         | 11                | 0,22 %   |
| Цыгане         | 8                 | 0,16 %   |
| Татары         | 6                 | 0,12 %   |
| Другие         | 305               | 6,06 %   |
| Итого          | 5026              | 100,00 % |

Конфессиональный состав
Большинство населения считает себя православными. Есть также мусульмане.

## Экономика
Завод по производству солода, ПО "Змиёвские колбасы", сельскохозяйственные предприятия.

## Транспорт
Посёлок расположен в 42 км к юго-востоку от города Орёл у автодороги Р119 Орёл—Ливны—Елец—Липецк—Тамбов. Змиёвка связана с областным центром автобусным сообщением.
На железнодорожной линии Орёл—Курск МЖД имеется одноимённая станция.

## Социальная сфера

### Образование
В посёлке работает две школы:
- МБОУ "Змиёвский лицей"
- МБОУ "Змиёвская средняя общеобразовательная школа"

Также имеются два детских сада, детско-юношеская спортивная школа, музыкальная школа и библиотека.
Досуг жителей посёлка осуществляет центральный дом культуры, в котором проходят различные концерты и выступления.

### Здравоохранение
Здравоохранение представлено такими учреждениями как центральная районная больница, районная санитарно-эпидемиологическая станция, аптеки.

### Спорт
На территории посёлка находятся 3 стадиона (в том числе стадион «Юность», на котором проходят соревнования районного масштаба), две уличные баскетбольные площадки, хоккейный корт.

### Музеи
Историко-краеведческий музей Свердловского района

### Культовые сооружения
Есть православный храм — Храм Вознесения Господня.